# San Manuel (Pangasinan)
Pour les articles homonymes, voir San Manuel.
San Manuel est une municipalité de la province de Pangasinan, aux Philippines.